# Rose E. Collom
Rose Eudora Collom (* 20. Dezember 1870 in Georgia, Vereinigte Staaten als Rose Eudora Wilson; † 26. Dezember 1956 in Baldwin, Georgia, Vereinigte Staaten) war eine US-amerikanische Botanikerin. Sie war die erste bezahlte Botanikerin im Grand-Canyon-Nationalpark und entdeckte mehrere Pflanzenarten, von denen einige nach ihr benannt wurden.

## Leben und Werk

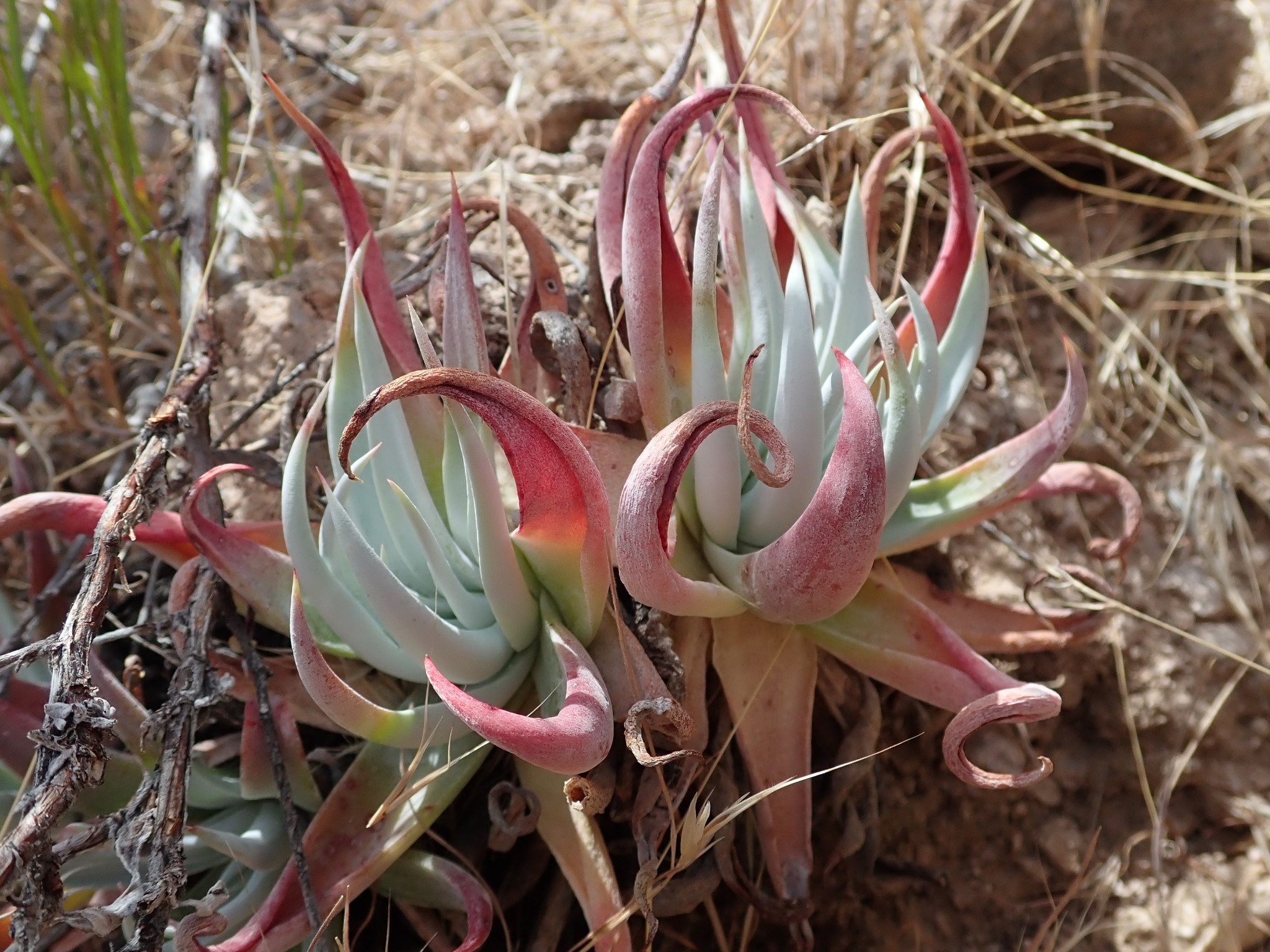
Dudleya saxosa subsp. collomiae, bekannt unter dem Namen Gila County liveforever

Rose Wilson studierte von 1886 bis 1989 auf Lehramt am Lindenwood College. 1907 heiratete sie Wilbert B. Collom und zog 1914 mit ihm nach Arizona, wo seine Familie eine Mine besaß. Sie lebten in einer abgelegenen Gegend des Gila County in den Ausläufern der Mazatzal Mountains. Hier begann ihr Interesse an Pflanzen. Da sie sich mit der Identifizierung und Nomenklatur der verschiedenen Pflanzen nicht auskannte, bestellte sie Botanikbücher.
Sie begann einen Briefwechsel mit Botanikern wie Joseph Nelson Rose, Thomas Henry Kearney und Robert Hibbs Peebles. Sie teilte ihre sorgfältigen Beobachtungen und detaillierten Beschreibungen der Lebensräume, Blütezeiten, Wachstumsbedingungen und Verwendungsmöglichkeiten einheimischer Pflanzen mit Wissenschaftlern vieler botanischer Institutionen, darunter dem Smithsonian. Auf diese Weise entwickelte sie sich als Autodidaktin zu einer Expertin auf diesem Gebiet und wurde als solche von renommierten Wissenschaftlern anerkannt, obwohl sie eine Frau war und keinen akademischen Hintergrund hatte. Im Laufe der Jahre entdeckte sie nicht nur unbekannte Arten, sondern machte auch relevante und neuartige Beobachtungen über die Auswirkungen der Umweltbedingungen auf die einheimischen Pflanzen in ihrer Umgebung. So vermutete sie beispielsweise, dass sich manche Pflanzen aus Höhenlagen an niedrigere Höhen anpassen könnten. Die Experten J. J. Thornberry, ein Botaniker an der Universität von Arizona, und F. J. Crider, Direktor des Boyce-Thompson-Arboretums, bestärkten sie in dieser Theorie der fortschreitenden Akklimatisierung.
Sie förderte die Verwendung einheimischer Arten in der Landschaftsgestaltung sowohl in privaten Gärten als auch entlang von Straßen, zu einer Zeit, als der illegale Artenhandel weit verbreitet war.

## Botanikerin des Grand-Canyon-Nationalparks
1938 unternahm Collom eine Exkursion in den Grand-Canyon-Nationalpark. E. McKee, der Mitbegründer der Grand Canyon National History Association, bot ihr ein Stipendium an, damit sie im Gebiet des Grand Canyon Proben sammeln konnte. Obwohl sie Autodidaktin war, war sie damit von 1939 bis 1954 die erste bezahlte Botanikerin des Grand-Canyon-Nationalparks. Während dieser Zeit sammelte sie mehr als 800 Pflanzenproben. Sie entdeckte viele neue Pflanzenarten, wie Dudleya collomiae, Ranunculus collomiae und Galium collomiae.
Sie war Vorsitzende des Gartenbauausschusses der Arizona Federation of Garden Clubs und Mitglied der Cactus and Native Flora Society, die 1937 den Desert Botanical Garden gründete. Sie war eine der Mitarbeiterinnen der Botaniker Kearney und Peebles, als diese das Buch Flowering Plants and Ferns of Arizona schrieben. Dieses Buch wurde zur Grundlage für das spätere Buch Arizona Flora von Kearney und Peebles, an dem Collom ebenfalls mitwirkte. Arizona Flora blieb über 30 Jahre lang das umfassendste Nachschlagewerk zu Pflanzen in Arizona.
Collom blieb bis 1956 aktiv und starb dann kurz nach ihrem 86. Geburtstag.
Ihre persönliche Herbarium-Sammlung sowie ihre Schriften wurden 1951 dem Desert Botanical Garden gespendet. Ihre gesammelten Exemplare werden in zahlreichen Herbarien aufbewahrt, darunter im US National Herbarium, im Lois Porter Earle Herbarium im Desert Botanical Garden und im Herbarium der Arizona State University. Weitere Institutionen, die ihre Exemplare besitzen, sind die Royal Botanic Gardens (Kew), der Rancho Santa Ana Botanic Garden, das Herbarium der Lindenwood University und das Herbarium des Grand Canyon Museum, welches die Rose Collom Collection beherbergt.

## Ehrungen (Auswahl)
1997 wurde die Art Mentzelia collomiae nach ihr benannt. Im Jahr 2013 wurde Rose Collom in die Arizona Women Hall of Fame aufgenommen.